# Strzały nad Saber River
Strzały nad Saber River (ang. Last Stand at Saber River) – amerykański western z 1997 roku w reżyserii Dicka Lowry'ego, na motywach powieści Elmore’a Leonarda.

## Fabuła
Akcja filmu rozgrywa się w roku 1864. Paul Cable (Tom Selleck) opuszcza szeregi konfederatów i wraca do swojej żony i dziecka, do Arizony. Wkrótce okazuje się, że dla niego wojna jeszcze się nie skończyła. Ziemię, na której stoi dom mężczyzny, zagarnęli bowiem zwolennicy Unii. Rodzina rozpoczyna walkę o odzyskanie majątku.

## Obsada
- Tom Selleck jako Paul Cable
- Suzy Amis jako Martha Cable
- Rachel Duncan jako Clare Cable
- Haley Joel Osment jako Davis Cable
- Keith Carradine jako Vern Kidston
- David Carradine jako Duane Kidston
- Tracey Needham jako Lorraine Kidston
- Chris Stacy jako Chris
- Harry Carey Jr. jako James Sanford
- Patrick Kilpatrick jako Austin Dodd
- Eugene Osment jako Wynn Dodd
- Denis Forest jako Cornet
- David Dukes jako Edward Janroe
- Lumi Cavazos jako Luz
- Raymond Cruz jako Manuel[1]